# Підліська сільська рада
| Підліська сільська рада — орган місцевого самоврядування у Тисменицькому районі Івано-Франківської області з адміністративним центром у с. Підлісся. Утворена 9 липня 1991 року. Водоймища на території, підпорядкованій даній раді: річка Бистриця Солотвинська. Сільській раді підпорядковані населені пункти: - с. Підлісся |

## Склад ради
Рада складається з 16 депутатів та голови.

### Керівний склад ради
| ПІБ                      | Основні відомості | Дата обрання | Дата звільнення |
| ------------------------ | ----------------- | ------------ | --------------- |
| Бойко Наталія Михайлівна | Сільський голова  | 25.10.2015   | діючий          |

Примітка: таблиця складена за даними джерела